# LGBT Health (revue)
LGBT Health est une revue scientifique d'évaluation par les pairs étasunien couvrant les questions relatives aux soins de santé des personnes LGBT.

## Présentation
Créée en 2014, elle est publiée par Mary Ann Liebert, Inc. (en) et son rédacteur en chef est William Byne de la Mount Sinai School of Medicine. 

## Diffusion
La revue est indexée par MEDLINE, PubMed, PubMed Central, Current Contents/Clinical Medicine, Current Contents/Social & Behavioral Sciences, Science Citation Index Expanded, Social Sciences Citation Index, Journal Citation Reports/Science Edition, Journal Citation Reports/Social Sciences Edition, Scopus, PsycINFO et Global Health.
Selon Journal Citation Reports, la revue avait en 2016 un facteur d'impact de 2.053. 